# Andrea Cossu
Andrea Cossu (Cagliari, 3 de maio de 1980) é um futebolista italiano que atua como meio-campo. Atualmente, defende o Cagliari.
Cossu teve suas primeiras oportunidades como profissional quando tinha dezesseis anos, no pequeno Olbia. Suas cinco partidas foram o suficiente para se transferir para o tradicional Verona. Porém, acabaria ficando as duas próximas temporadas atuando nas categorias de base do clube, quando, aos dezenove anos, foi emprestado durante duas temporadas ao Lumezzane, onde teve grande destaque no período, tendo disputado 62 partidas e marcado quatro vezes apenas no campeonato.
Mesmo com suas boas atuações no Lumezzane, ainda não retornaria ao Verona, que o emprestaria em seguida ao Torres. Acabaria atuando pouco durante sua passagem pelo Torres, apenas doze partidas e um tento. Enfim, acabaria retornando ao Verona, onde passaria a ser titular durante suas próximas três temporadas. Ao todo, atuaria em 97 partidas e marcando sete vezes, apenas no campeonato.
Passaria uma temporada no Cagliari, onde disputaria 22 partidas. Retornaria em seguida ao Verona, onde permaneceria durante mais duas temporadas, mas atuando em apenas 28 partidas. Seria novamente contratado pelo Cagliari, onde permaneceria durante as próximas temporadas, se tornando um dos principais atletas do elenco. Na temporada 2010-11, Cossu também se tornaria um dos principais atletas no cenário nacional, sendo responsável por oito assistências nas primeiras treze partidas da Serie A.
Suas atuações também lhe renderiam suas primeiras convocações para a Seleção Italiana, na qual estreou em 3 de março de 2010, no empate em 0 x 0 com Camarões. Também disputaria uma segunda partida contra a Suíça, que também terminaria empatada, mas em 1 x 1. Esteve muito cotado para fazer parte do elenco final que iria a Copa do Mundo de 2010, substituíndo Andrea Pirlo que estava lesionado, mas acabou ficando de fora, sendo preterido por Pirlo, que fora levado ao mundial mesmo lesionado.